# Dinotopia: The Timestone Pirates
Pour les articles homonymes, voir Dinotopia.
Dinotopia: The Timestone Pirates est un jeu vidéo d'action développé par RFX Interactive et édité par TDK Mediactive, sorti en 2002 sur Game Boy Advance.

## Trame

### Résumé
Clayton doit prendre en chasse les pirates qui ont dérobé des œufs de T-Rex.

## Accueil
- AllGame : 3/5[1]
- Game Informer : 6/10[2]
- GameSpot : 5,8/10[3]
- GameZone : 7,1/10[4]